# رهاب الخلاء
رُهابُ الخلاء أو رهاب الزُّحام أو رهاب السّاح هو أحد أنواع التوتر. وهو خوف من حصول نوبات الهلع. والمصابون بهذا المرض يتجنبون الأماكن العامة وغير المعروفة. وفي الحالات المتقدمة، يلزم المصابون بهذا المرض منازلهم، خوفا من الخروج منها لأنها المكان الوحيد الآمن. وتشمل أيضاً المخاوف من مغادرة المنزل أو الدخول إلى المحال أو الزحام أو الأماكن العامة أو السفر وحيداً في القطارات أو الطائرات وهو أشد اضطرابات الرهاب إعاقة حيث أن بعض الأشخاص يظلون حبيسي المنزل تماماً، وكثير من المرضى يرتعدون من فكرة الانهيار في مكان عام وتركهم دون مساعدة، وغياب منفذ للخروج هو أحد السمات الجوهرية في كثير من المواقف التي تثير رهاب الخلاء وأغلب مرضى رهاب الخلاء من النساء وهو يبدأ عادةً في مقتبل العمر. كما قد تكون هنالك أيضاً أعراض اكتئاب ووسواس وأعراض رهاب اجتماعي كسمات إضافية وغالباً ما يبرز تجنب الموقف الرهابي بل أن بعض مرضى رهاب الخلاء يشعرون بالانعزال والوحدة حيث أنهم يتجنبون المواقف مصدر الرهاب.

## التعريف

### الأسباب والعوامل المؤثرة
- عوامل عائلية:
  - القسوة والنقد من أحد الوالدين
  - التعرض للإساءة أو سوء المعاملة في سن الطفولة.
- عوامل شخصية
- عوامل حيوية:
  - الحساسية العالية للتغيرات الهرمونية
  - وجود كميات عالية من لاكتيك الصوديوم في مجرى الدم.

## العلاج

### العلاج المعرفي
بواسطة إدراك المريض للخطر، يجب تنشيط جهاز الاستجابة للطوارئ بالقدر الذي يجعل المريض يدرك وجه الخطر العضوي الحقيقي، عن طريق إعداد الفرد للعدوان أو الهروب (الكر والفر)، أو منعه من الحركة بشكل مفاجئ (إغماء، تجمد)، ولكن الاستجابة للطوارئ في حد ذاتها مصدر من مصادر الخطر. لأنها تولد في الجسم شعوراً بالاضطراب وخللاً إدراكياً (معرفياً) طارئاً، ولذا تعتبر سبباً في ظهور : سرعة ضربات القلب، والشعور بالدوار أو الضعف وإحساس بالزيف.
وعندما تنشط الاستجابة للطوارئ - كما في حالة الهلع - يزداد الخوف والقلق بشكل سريع ويتلاشى التفكير المنطقي، وتميل التجربة إلى زيادة الخوف والقلق، وتعرض المصاب لمزيد من الأعراض، وتنشأ حلقة مفرغة من التوقعات المخيفة والمرعبة.. حيث يلعب الإدراك المشوش للخطر، دوراً هاماً في هذه الحلقة إذ يميل المرضى إلى المبالغة في تقدير الخطر، كما تؤثر على الاستجابة الداخلية مثل الإحساسات التي تزود جهاز الاستجابة للطوارئ، وفي حالة الهلع تميل الإحساسات المرتبطة بالقلق، (كالدوار، سرعة ضربات القلب وصعوبة التنفس) بالإضافة إلى تغيرات عضوية وعاطفية أخرى، يصعب على المريض تفسيرها - تميل لأن تصبح هذه التفسيرات الخاطئة.
إن التعرف على سوء التفسيرات المأساوية للأعراض، هو الهدف الرئيسي من علاج اضطراب الهلع ورهاب الخلاء. ففي الجلسة الأولى يتم استخراج الإحساسات، الأفكار والصور، الانفعالات والميول التي تحدث بشكل نمطي خلال نوبة الهلع، ونقوم بتعريف المريض بفكرة : أن الأفكار والمعتقدات يمكن أن تسهم في إصابة المريض بنوبات الهلع، ونحاول تطبيع القلق بما يساعد المريض على أن ينظر إلى استجابات القلق كجزء من الاستجابة المعتادة للبدن، وكواجبٍ منزلي، يقوم المريض بعمل ملاحظات أخرى عن الأفكار والصور خلال نوبات القلق والهلع. 
و تستخدم هذه البيانات لتحديد الأفكار الخاطئة التي يؤمن بها المريض بشأن بعض الأعراض الخاصة بالهلع ونقيم معتقدات الهلع والمخاوف مستخدمين استبياناً خاصاً بذلك، إذ تبدو المعتقدات متضمنة عدة موضوعات أساسية : 
- التعرضية (القابلية للتعرض للخطر) (بالإنجليزية: vulnerability)‏.
- التصعيد (بالإنجليزية: escalation)‏.
- العجز عن التكيف (بالإنجليزية: copelessness)‏.

فبعد تحديد المعتقدات الأساسية، واستخراج درجة الإحساس بالخوف، يصبح الهدف هو إعداد نظرة بعيدة غير مأساوية لأعراض الخوف، ومن ثم تبدأ مساعدة المريض على اختبار صحة معتقداته المتعلقة بالخوف. 
وفي الغالب فإن أول وسيلة يقع عليها الاختيار، هي أسلوب زيادة سرعة التنفس (بالإنجليزية: hyperventilation)‏، وتتضمن هذه الطريقة جعل المريض يتنفس بسرعة وعمق لمدة دقيقتين، مع ملاحظة أثر التنفس السريع، وتقدير وجه الشبه بينها وبين الإحساسات الناتجة عن نوبة الخوف، وإذا كان التشابه قوياً يوجه المريض إلى نتيجة مؤداها أن التنفس السريع يسهم في ظهور وزيادة حدة الأعراض لديك، وأن يتعلم أسلوب ضبط التنفس - أي التحكم في التنفس السريع. 
وعندما يلاحظ المريض أن عملية بسيطة غير دوائية ولم يدخل فيها جهاز كهربائي أو إلكتروني، يمكن أن ينتج عنها إحساسات خوف، فإنه يميل لتصحيح إرجاع الأعراض إلى مآسي طبية أو نفسية لها أثارها السالبة والمؤذية وعندما يتلاشى الخوف وتقل أعراضه حدة، فيتم التركيز على ردود فعل المريض لمسببات القلق، الموجودة في البيئة المحيطة به، كالعلاقات الأسرية، علاقاته في العمل.

### صياغة الخطة العلاجية
- تحديد الأفكار والاعتقادات السالبة لدى المريض.
- تحديد طريقة تفسير المريض لمعتقداته وأعراضه ومعاناته.
- تعريف المريض بأن هذه الأفكار والمعتقدات التي لديه، يمكن أن تساهم في حدوث نوبات الهلع والقلق.
- تطبيع القلق مما يساعد المريض على أن ينظر لاستجابات القلق نظرة خالية من التفسيرات السالبة، وأن لا يلصق بها أسوأ المعاني، حتى تتفاقم معاناته، ومساعدته في خلق معنى للحياة، وهدف سامٍ ليسعى لتحقيقه، بدلاً من مراقبته وتفسيره السالب لإعراضه النفسية والجسدية.
- خلق نظرة بديلة أكثر إيجابية وتفاؤل، الشيء الذي سوف يساهم في تصحيح معتقداته وتفسيراته الخاطئة.
- ملاحظة الأعراض والتحكم فيها عن طريق التنفس الهادئ والبطيء، مما يزيد من كمية الأكسجين الداخل للجسم عبر الشهيق، مما يساعد في استرخاء الأعصاب - وإخراج أكبر قدر ممكن من ثاني أكسيد الكربون مع الزفير، مخلصاً بذلك أجزاء الجسم من التعب والألم فيزداد شعور المريض بالراحة التامة وتدريبه على كيفية التعامل معها، بعيداً عن الرفض والهروب والنظرة السالبة، بل العاقلة والراشدة.
- خلق مهارات إيجابية وهادفة وفاعلة :
  - توكيد الذات - وخلق صورة إيجابية لذاته.
  - إدارة الوقت واستثماره فيما هو مفيد ومستمر
  - خلق مهارات توأصلية جديدة.
  - مساعدة المريض لخلق هوايات ونشاطات أكثر متعة.